# Hedyotis vergrandis
Hedyotis vergrandis là một loài thực vật có hoa trong họ Thiến thảo. Loài này được W.H. Lewis mô tả khoa học đầu tiên năm 1961.